# Skönheten och Odjuret – Belles magiska värld
Skönheten och odjuret – Belles magiska värld (engelska: Beauty and the Beast: Belle's Magical World) även Belles magiska värld (engelska: Belle's Magical World) är en tecknad film av Disney från 1998 bestående av tre kortfilmer; Det perfekta ordet, Vippan blir svartsjuk och Den brutna vingen, men när specialutgåvan från 2003 släpptes bestod den av ytterligare en kortfilm; Mrs Potts fest. Det är den tredje uppföljaren till Skönheten och odjuret från 1991. Den släpptes direkt till video.

## Röster i den svenska versionen
- Berättaren - Ingemar Carlehed
- Belle - Sofia Källgren
- Odjuret - Gustav Larson
- Lumiere - Jan Malmsjö
- Clocksworth - Åke Lagergren
- Mrs. Potts - Meta Velander
- Vippan - Divina Sarkany
- Chip - Anton Olofsson
- Fife - Andreas Nilsson
- Webster - Roger Storm

### Fotnoter
1. ↑  ”Skönheten och Odjuret: Belles magiska värld”. Disneyania. 19 mars 1997. http://www.d-zine.se/filmer/bellesmagiskavaerld.htm. Läst 20 augusti 2016.